# Boreoheptagyia eburnea
Boreoheptagyia eburnea är en tvåvingeart som först beskrevs av Tokunaga 1937.  Boreoheptagyia eburnea ingår i släktet Boreoheptagyia och familjen fjädermyggor. Inga underarter finns listade i Catalogue of Life.